# Lagorai
La chaîne montagneuse de Lagorai, contrée sauvage du Trentin, s'étend sur 70 km entre le mont Panarotta (16 km à l'est de Trente) et le passo Rolle. La Valsugana au sud, le val di Fiemme au nord, le val di Cembra à l'ouest et les vallées de Primiero et de Vanoi à l'est en constituent les limites géographiques.
Le sous-sol est constitué en grande partie de porphyre, roche éruptive composée de quartz et d'orthose du groupe des feldspaths.
La seule voie qui relie la Valsugana et le val di Fiemme franchit le passo Manghen.
Le parc naturel de Paneveggio-Pale di San Martino, destiné à la protection des espèces rares d'oiseaux et de mammifères, occupe la partie nord-est du massif, autour du Mont Colbricon, de la Cavalezza et du passo Rolle. Des traces d'occupation humaine remontant au Néolithique ont été découvertes dans la zone des lacs du Colbricon.
Le pâturage de vaches, chevaux et moutons constitue l'activité humaine traditionnelle.